# Großbuch (Otterwisch)
Großbuch ist ein Ortsteil der Gemeinde Otterwisch im sächsischen Landkreis Leipzig. Er wurde am 1. Oktober 1970 eingemeindet.

## Geographie

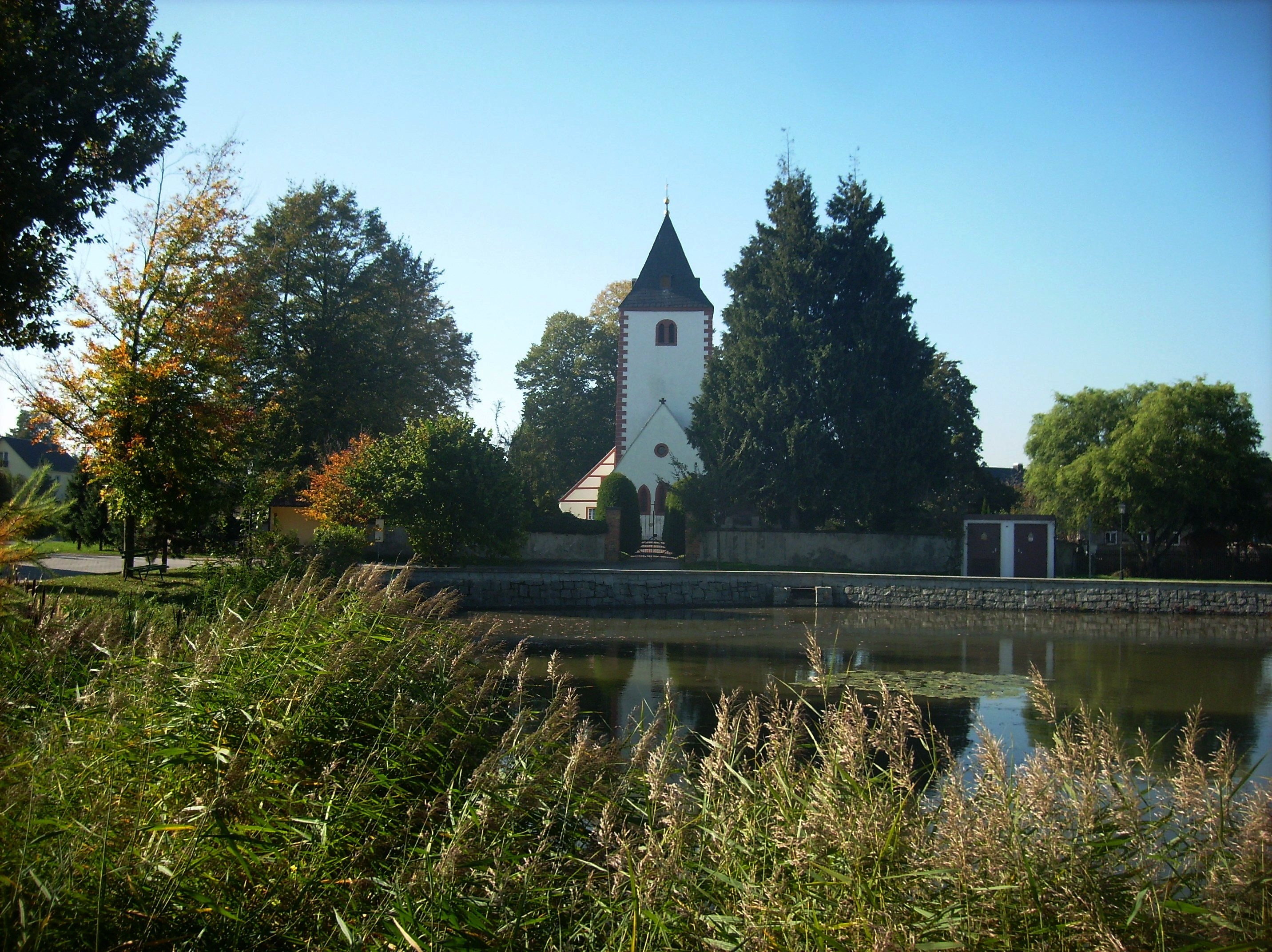
Teich in Großbuch

### Geographische Lage
Großbuch befindet sich östlich von Otterwisch. Im Norden und Südosten des Orts befinden sich zwei größere Waldgebiete.

### Nachbarorte
| Otterwisch | Grethen                                     |            |
| Stockheim  | Kompassrose, die auf Nachbargemeinden zeigt | Großbardau |
| Steinbach  | Lauterbach                                  | Bernbruch  |

## Geschichte

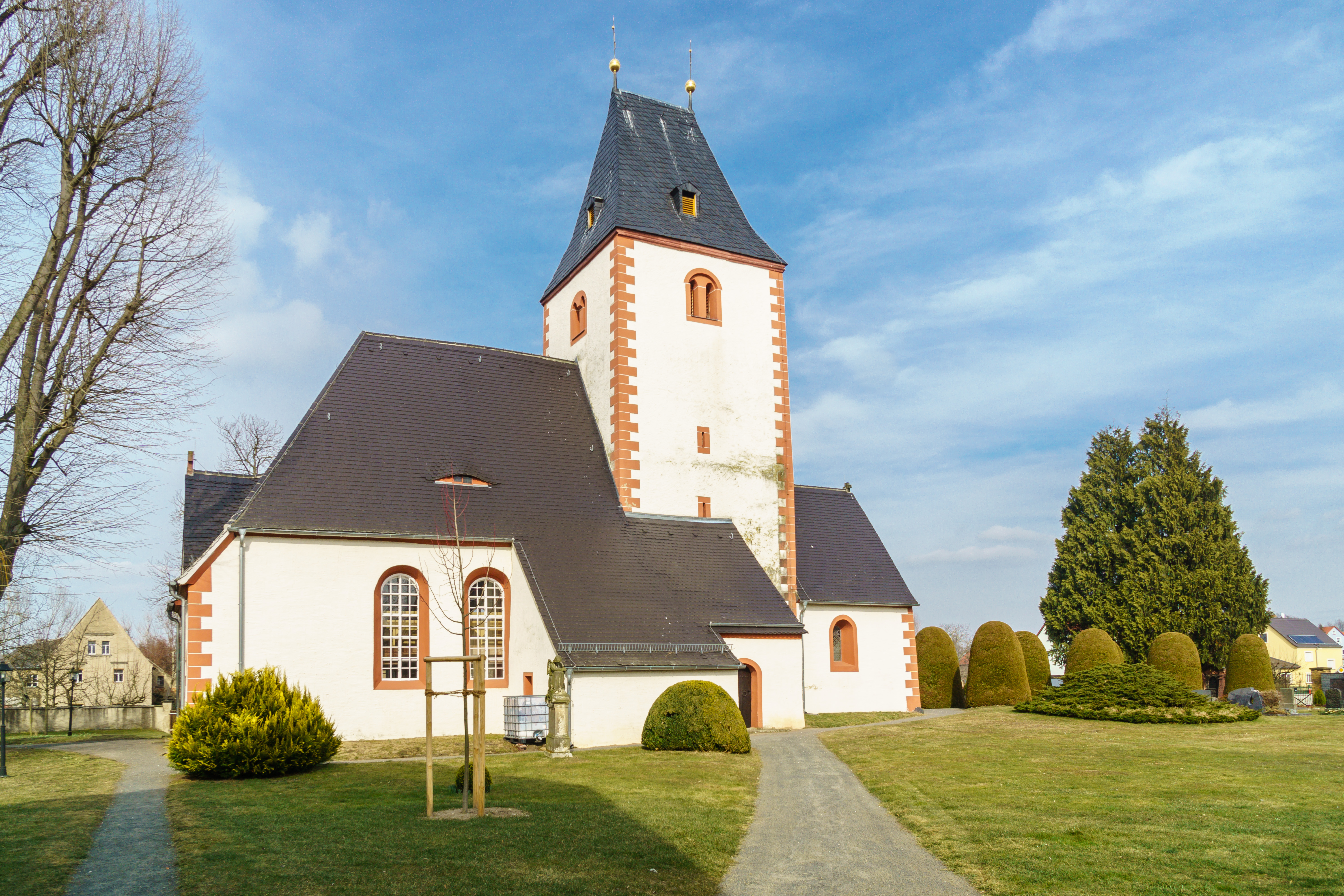
Großbuch, Kirche

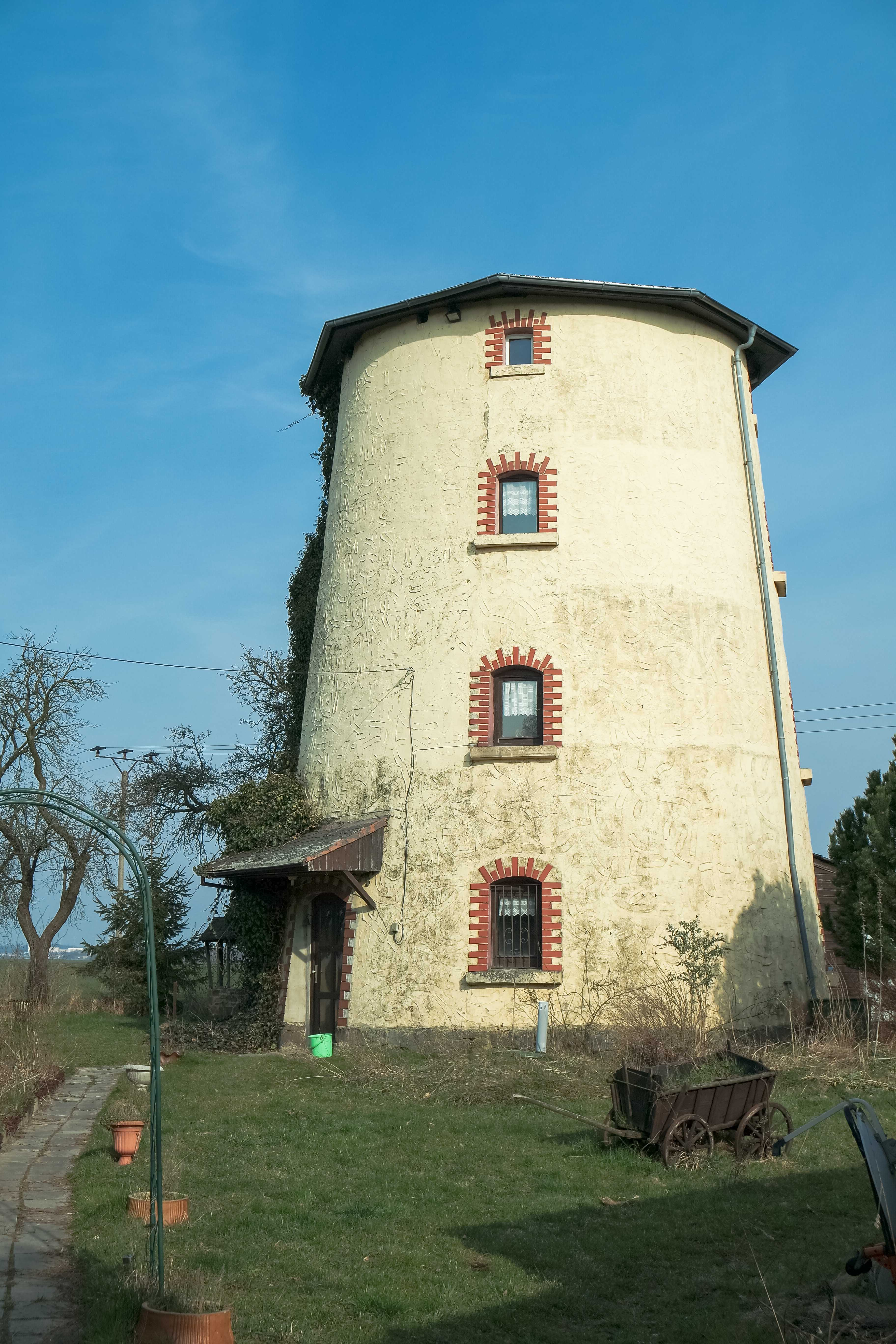
Großbuch, Windmühle

Das Platzdorf Großbuch wurde im Jahr 1269 als Buch erwähnt. Seine Entstehung ist auf Wiprecht von Groitzsch zurückzuführen, der fränkische Siedler in das Gebiet holte, und kann auf das Jahr 1104 bezogen werden. Markgraf Friedrich von Landsberg verschenkte Buch im Jahr 1285 an das Kloster Sankt Claren in Weißenfels. Aufgrund weiterer Schenkungen durch verschiedene Adlige kam Grossen Buch in der Mitte des 14. Jahrhunderts in den Besitz des Nonnenklosters Nimbschen. Großbuch war 1488–1489 von Hexenverfolgung betroffen. Der Töpfer in Großbuch geriet in einen Hexenprozess. Infolge der Reformation und Säkularisation erfolgte im Jahr 1536 die Auflösung des Klosters Nimbschen. Dadurch kam der gesamte Klosterbesitz an den Landesherren, den Kurfürsten Johann Friedrich von Sachsen (1525–1554). Dieser verkaufte Großbuch mit weiteren Orten an Hans von Ponickau auf Pomßen. Bezüglich der Grundherrschaft gehörte Großbuch somit um 1551 zum Rittergut Pomßen, ab 1590 als Amtsdorf zum kursächsischen Amt Colditz. Zu Großbuch wurde außerdem die Flur der Wüstung Schalben bzw. Schalbige gezählt. Mittelpunkt von Großbuch ist die Kirche, in deren massivem Turm drei wertvolle Bronzeglocken aus vorreformatorischer Zeit auch heute noch ihren Dienst tun. Zur Kirche von Großbuch gehört seit jeher die Filialkirche Bernbruch.
Großbuch gehörte bis um 1835 zum kurfürstlich-sächsischen bzw. königlich-sächsischen Amt Colditz. Danach erfolgte die Umgliederung der Orte Kleinbardau, Großbuch und Bernbruch an das Erbamt Grimma. Bei den im 19. Jahrhundert im Königreich Sachsen durchgeführten Verwaltungsreformen wurden die Ämter aufgelöst. Dadurch kam Großbuch im Jahr 1856 unter die Verwaltung des Gerichtsamts Lausick und 1875 an die neu gegründete Amtshauptmannschaft Grimma.
Durch die zweite Kreisreform in der DDR im Jahr 1952 wurde die Gemeinde Großbuch dem Kreis Grimma im Bezirk Leipzig angegliedert. Am 1. Oktober 1970 erfolgte die Eingemeindung nach Otterwisch, als dessen Ortsteil Großbuch seit 1990 zum sächsischen Landkreis Grimma gehörte, der 1994 im Muldentalkreis bzw. 2008 im Landkreis Leipzig aufging.